# Monomorium hildebrandti
Monomorium hildebrandti är en myrart som beskrevs av Auguste-Henri Forel 1892. Monomorium hildebrandti ingår i släktet Monomorium och familjen myror. Inga underarter finns listade i Catalogue of Life.

## Bildgalleri

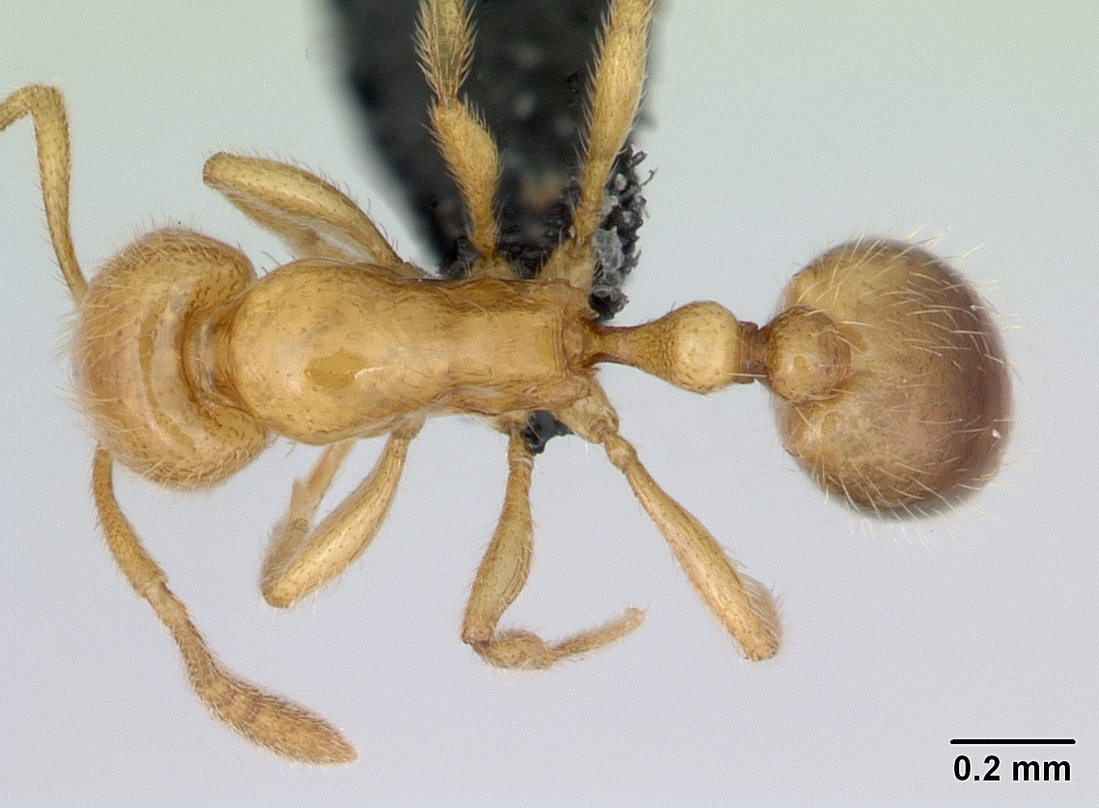
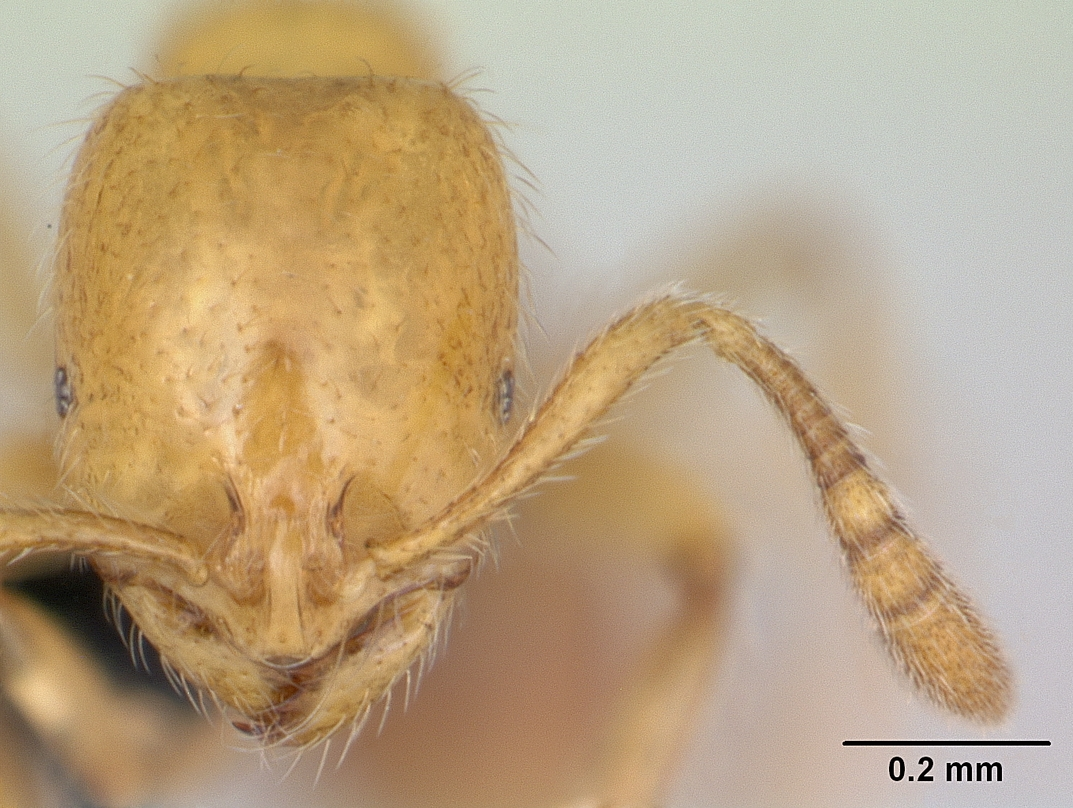
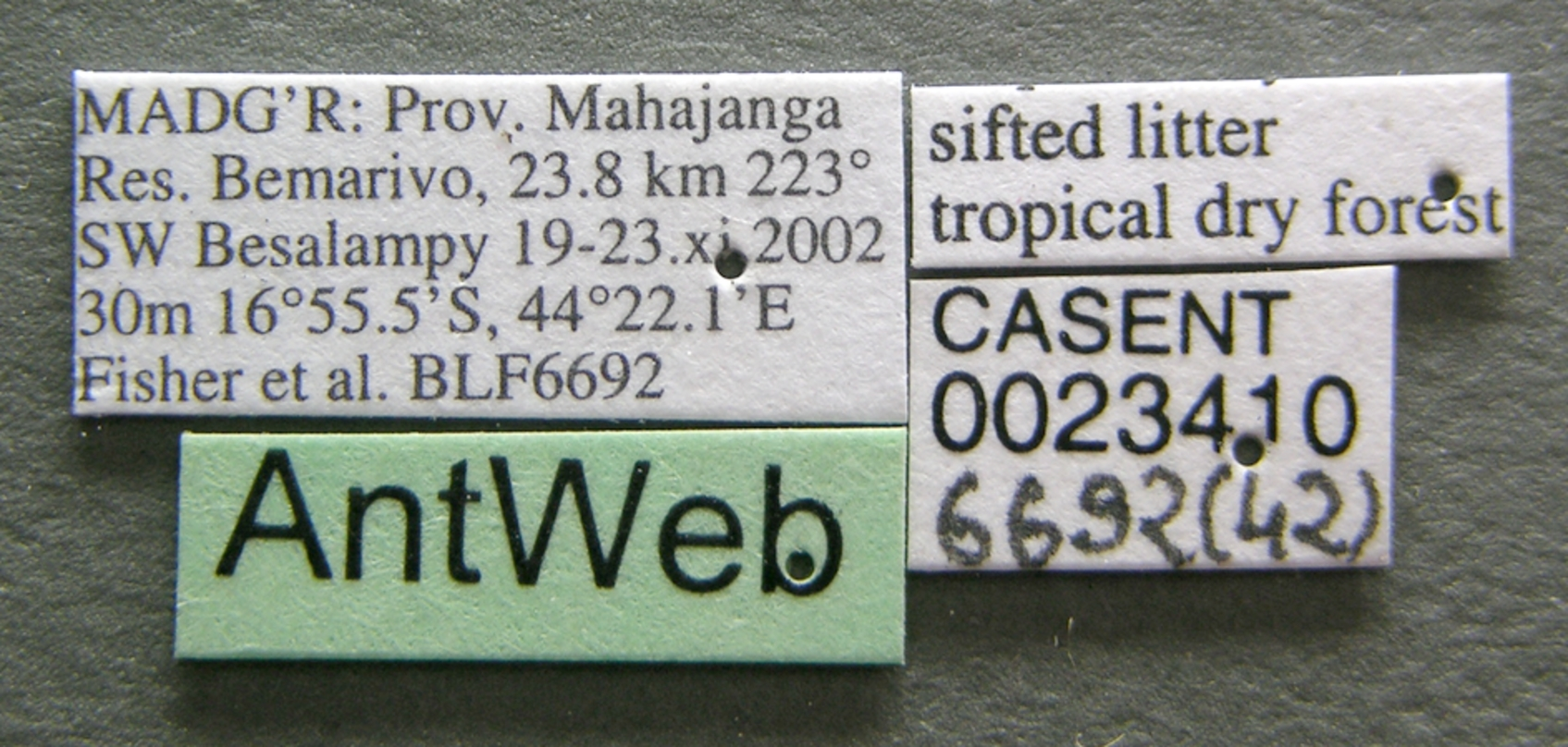
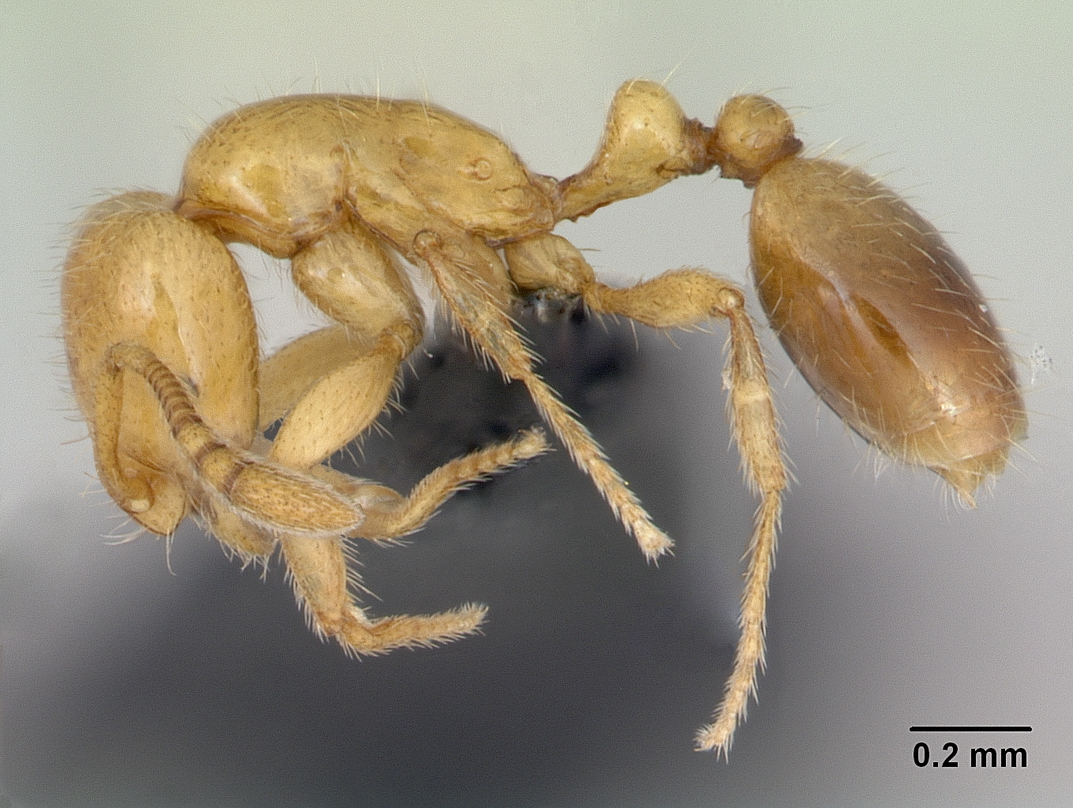
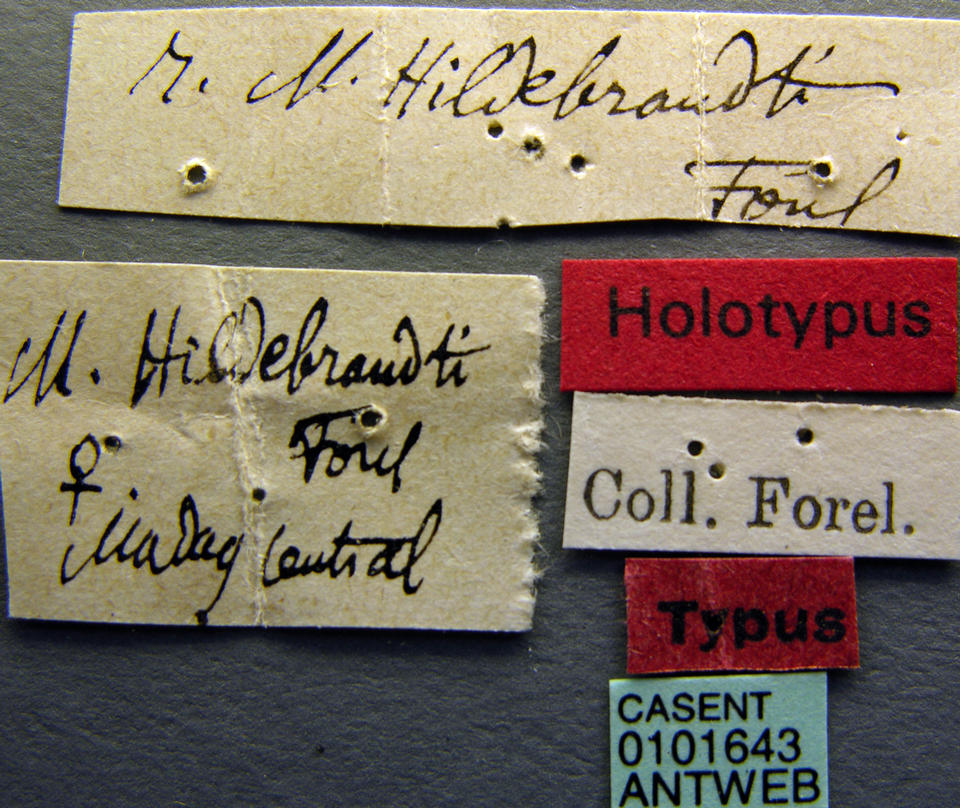
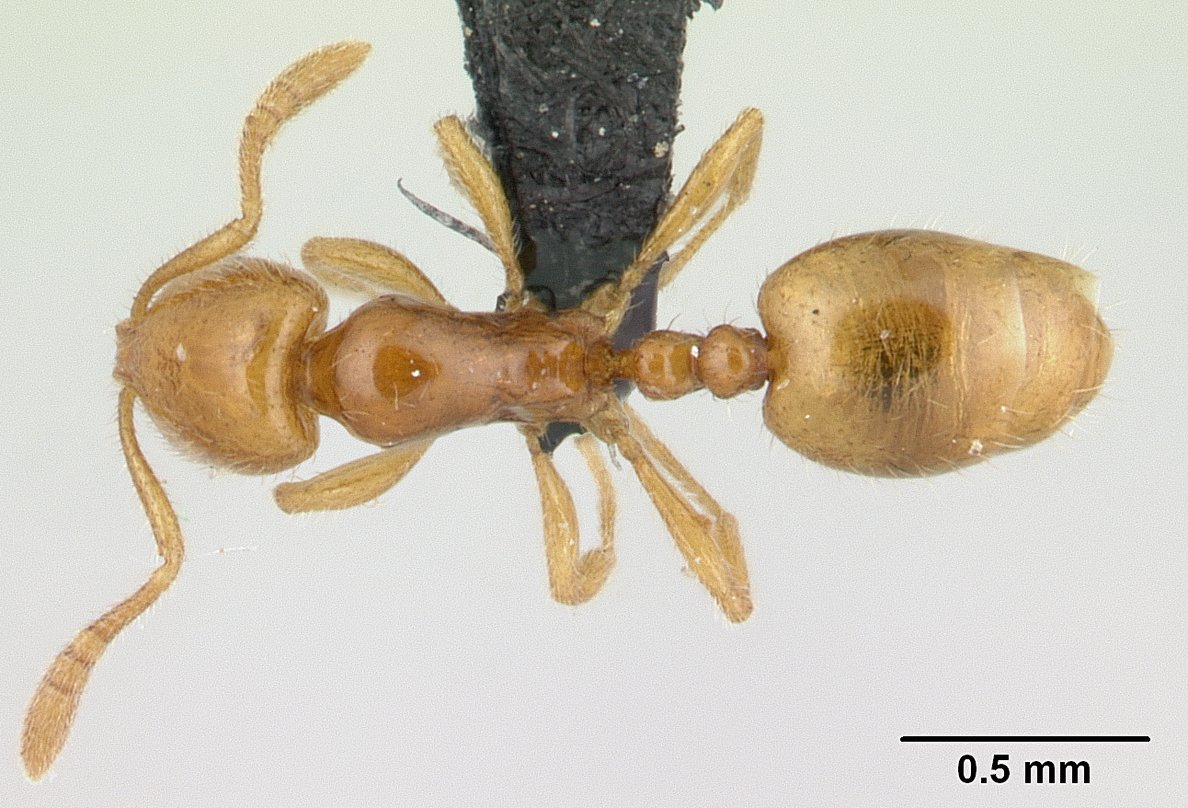